# 喬治敦 (德克薩斯州)
喬治敦（英語：Gerogetown）是一個位於美國德克薩斯州威廉森縣的城市。根據2010年美國人口普查，該地共人口47400人，而該地的面積約為141.00平方千米。同時該地也是威廉森縣的縣治。

## 地理
喬治敦的座標為36°39′04″N 97°40′53″W / 36.65111°N 97.68139°W，而該地的平均海拔高度為230米（即755英尺）。